# Szerbia és Montenegró címere

Szerbia és Montenegró címere 1993 és 2006 között

Szerbia és Montenegró címere vörös alapon hegyes talpú, hasított pajzs, melynek központi eleme a fehér kétfejű sas, amit a Nemanjić-dinasztia címeréből adoptáltak, aminek középső részén szintén vörös alapon négyfelé osztott pajzs, bal felső és jobb alsó sarkában szerb cirill SZ betű (C), bal alsó és jobb első sarkában pedig a montenegróiak két oroszlánja található. 
A címert 1993-ban fogadta el az akkori jugoszláv parlament és egészen 2006-ig az államszövetség felbomlásáig használatban volt. Az 1992-ben megalakult Jugoszláv Szövetségi Köztársaság még egy évig a szocialista Jugoszlávia címerét használta. 2003-ban az ország nevét Szerbia és Montenegróra változtatták, az állami zászló és címer azonban változatlan maradt. 